# Pietro Fanti
Pietro Fanti (Soriano nel Cimino, 15 settembre 1899 – Soriano nel Cimino, 29 settembre 1943) è stato un militare italiano, insignito della medaglia d'oro al valor militare a vivente nel corso della guerra d'Etiopia.

## Biografia
Nacque a Soriano nel Cimino, in provincia di Viterbo, il 15 settembre 1899, figlio di Augusto e Maria Arrigo. All'età di diciotto anni, nell'aprile 1917, si arruolò volontario nel Regio Esercito, assegnato al 13º Reggimento artiglieria da campagna, partecipando alle azioni di guerra in Vallagarina e a Col Moschin. Dopo avere frequentato un corso allievi ufficiali di complemento a Parma, fu nominato sottotenente dell'arma di fanteria nel settembre 1918 ed inviato nuovamente in zona di operazioni, dapprima con il 240º Reggimento fanteria e passando poi, nell’aprile 1919, al 30º Reggimento fanteria "Pisa" di stanza in Carinzia. Nel marzo 1919 prestò servizio con il 135º Reggimento fanteria in Alta Slesia in occasione del plebiscito tenutosi in quella regione. Rientrato in Italia con il reggimento nel luglio 1922, poco tempo dopo fu collocato in congedo e nel settembre 1926 venne promosso tenente. Il 22 novembre fu messo a disposizione della Milizia Volontaria Sicurezza Nazionale e il 28 dicembre dello stesso anno partì volontario per la Somalia come comandante di plotone nel CCXII Battaglione della 6ª Divisione CC.NN. "Tevere". Sbarcò a Mogadiscio il 30 dicembre, partecipando alle operazioni militari nella guerra d'Etiopia.
Il 6 luglio 1936 partecipò alla difesa di un'importante posizione a Les Addas, attaccata da soverchianti forze ribelli, riuscendo a lasciare la posizione a colpi di bombe a mano per trasferire la difesa in una nuova posizione. Rimasto gravemente ferito una prima volta, si accorse che il nemico stava per impadronirsi di un deposito di munizioni, accorrendo alla sua difesa con i pochi uomini che gli erano rimasti. Ferito di nuovo alle mani e al viso e rimasto accecato dallo scoppio di una bomba, incitò i suoi al combattimento fino all'arrivo dei rinforzi. Il 10 febbraio 1938, in occasione del XV annuale della fondazione della MSVN, fu personalmente decorato da Mussolini con la medaglia d'oro al valor militare a vivente. Collocato in congedo assoluto ed iscritto nel Ruolo Speciale, fu promosso centurione. Il 29 settembre 1943 morì nella sua città natale.

### Fonti
1. 1 2 3 4 5 6 7 8 9 10  Combattenti Liberazione.
2. 1 2 3  Gruppo Medaglie d'Oro al Valor Militare 1965, p. 133.
3. ↑   Medaglia d'oro al valor militare Fanti, Pietro, su quirinale.it, Quirinale. URL consultato l'11 luglio 2021.
4. ↑  Registrato alla Corte dei conti il 7 agosto 1937, guerra registro 32, pagina 66.